# İmarət stadionu
İmarət stadionu – stadion piłkarski w mieście Ağdam, w Azerbejdżanie. Został otwarty w 1951 roku i zniszczony podczas działań wojennych w roku 1993. Swoje spotkania rozgrywali na nim piłkarze klubu Qarabağ Ağdam.

## Historia
İmarət stadionu został otwarty w 1951 roku. Obiekt stał się siedzibą klubu Qarabağ Ağdam (do 1977 roku pod nazwą Məhsul, w latach 1977–1982 jako Şəfəq, w latach 1982–1987 jako Kooperator i od 1987 roku jako Qarabağ). W czasach sowieckich klub dwukrotnie (w latach 1988 i 1990) zdobył mistrzostwo Azerbejdżańskiej SRR i raz (w roku 1990) Puchar Azerbejdżańskiej SRR. Pod koniec lat 80. XX wieku stadion został zmodernizowany. Po uzyskaniu przez Azerbejdżan niepodległości klub uczestniczył w rozgrywkach ligi azerskiej. W drugiej edycji tych rozgrywek, w roku 1993 Qarabağ zdobył mistrzostwo kraju. W tym samym roku zespół triumfował również w rozgrywkach o Puchar Azerbejdżanu.
Niedługo po uzyskaniu w 1991 roku przez Azerbejdżan niepodległości na pełną skalę wybuchł konflikt o Górski Karabach. Miasto Ağdam, choć położone na obrzeżach spornego terytorium i zamieszkane w zdecydowanej większości przez ludność azerską, również stało się areną działań zbrojnych, a mecze na İmarət stadionu nieraz toczyły się przy odgłosach działań wojennych. Ostatni mecz odbył się tu 12 maja 1993 roku (był to pierwszy mecz półfinałowy Pucharu Azerbejdżanu przeciwko Turanowi Tovuz, wygrany przez gospodarzy 1:0). Drużyna wówczas była już przeniesiona do Mingeczauru, ale podejmowała jeszcze czasem rywali na stadionie w Ağdam. Ogółem Qarabağ rozegrał na stadionie İmarət 23 spotkania w lidze azerskiej. Po upadku miast Xocalı (wraz z lotniskiem) w lutym 1992 roku i Şuşa w maju 1992 roku wojska azerskie zgrupowały się w Ağdam, skąd przeprowadzane były ataki i bombardowania (także przy użyciu szczególnie destrukcyjnych wyrzutni rakietowych BM-21 Grad) na pozycje ormiańskie, w tym na położoną niedaleko stolicę regionu, Stepanakert. Aby powstrzymać te ataki, 11 czerwca 1993 roku siły ormiańskie rozpoczęły ofensywę w kierunku Ağdam. 4 lipca 1993 roku zmasowany atak artyleryjski doprowadził do rozległych zniszczeń miasta, a także do ucieczki wojsk i ludności cywilnej. 23 lipca zakończyła się ormiańska ofensywa, która oczyściła cały region z sił azerskich. 
Miasto Ağdam zostało kompletnie zrujnowane i opuszczone, a po ustaniu działań wojennych znalazło się w strefie buforowej, w związku z czym klub piłkarski już nigdy nie powrócił do swojej pierwotnej siedziby. Zespół nie zaprzestał jednak działalności, przez lata korzystał ze stadionów w innych miejscowościach, by ostatecznie osiąść w stolicy kraju, Baku. W 2015 roku w Baku otwarty został nowy stadion klubu, Azərsun Arena, na którym drużyna regularnie rozgrywa swoje spotkania.